# 罗杰·弗莱
罗杰·艾略特·弗莱（Roger Eliot Fry，1866年12月14日—1934年9月9日）是一位英国画家和艺术评论家，布卢姆茨伯里派成员。他先是作为绘画大师（Old Masters）学者建立了声誉，后来成为法国美术最新发展的倡导者，将其命名为后印象派。他是第一个在英国提高公众对现代艺术的认识的人，强调绘画的形式主义美学 。 艺术史 学家肯尼斯·克拉克称他“自拉斯金以来对品味的影响无与伦比……如果说品味可以被一个人改变，那么就是由罗杰·弗莱而改变”。”弗莱主要影响了英语世界的口味，他的成功很大程度上在于提醒受过教育的公众注意巴黎 前卫艺术的近期发展。

## 生平
弗莱出生于伦敦，是法官爱德华·弗莱的儿子，在高门一个富裕的贵格会家庭长大。他的兄弟姐妹包括琼·玛丽·弗莱（Joan Mary Fry）、艾格尼丝·弗莱（Agnes Fry）和玛格丽特·弗莱（Margery Fry）；玛格丽特是牛津大学萨默维尔学院的校长。弗莱在克利夫顿公学（Clifton College）和剑桥大学国王学院 接受教育， 是剑桥使徒的成员，和这批自由思考的人在一起，包括约翰·麦克塔加特（John McTaggart）和戈兹沃西·狄更生，他们塑造了他对艺术兴趣的基础。在剑桥大学自然科学Tripos考试取得第一名后，他先后去巴黎和意大利学习艺术。最终，他专攻风景画。
1896年，他与艺术家海伦·库姆（Helen Coombe）结婚，随后他们有了两个孩子，帕梅拉（Pamela）和朱利安（Julian）。海伦很快患上了严重的精神病，1910年被送进精神病院，在那里度过余生。弗莱的姐妹琼·弗莱帮助他照管他们的孩子。同年，弗莱结识了艺术家瓦妮莎·贝尔和她的丈夫克莱夫·贝尔，正是通过他们，他被介绍加入布卢姆茨伯里派。瓦妮莎的妹妹、作家弗吉尼亚·伍尔夫后来在她的弗莱传记中写道，“他比我们其他人加起来的知识和经验都要多”。
1911年，弗莱与小产康复中的瓦妮莎·贝尔开始了婚外恋。弗莱给了她丈夫所缺乏的温柔和关怀。尽管1913年瓦妮莎爱上邓肯·格兰特并决定与他永久生活在一起，弗莱的心也碎了，但他们仍然是终生的密友。
弗莱曾与艺术家妮娜·汉姆奈（Nina Hamnett）和乔塞特·科特梅莱克（Josette Coatmellec）短暂交往，此后在海伦·梅特兰·安瑞普（Helen Maitland Anrep）那里找到了幸福。她成为他余生的情感支柱，但是他们并未结婚。她也有过一段不幸的第一段婚姻，是与马赛克艺术家鲍里斯·安瑞普（Boris Anrep）。
弗莱在伦敦家中摔倒后意外身亡。他的去世在布卢姆茨伯里派的成员中引起了巨大的悲痛，他们因他的慷慨和热情而爱戴他。瓦妮莎·贝尔装饰了他的棺材。弗莱的骨灰安放在剑桥国王学院礼拜堂的拱顶中。弗吉尼亚·伍尔夫受委托撰写他的传记，她觉得这项任务很为难，因为他的家人要求她忽略某些关键事实，其中包括他与瓦妮莎·贝尔的恋情。

## 艺术风格
作为一名画家，弗莱是实验性的（他的作品包括一些抽象派的），但他最好的画作是直白的自然主义的肖像画，尽管他并没有假装自己是一名专业的肖像画家。在他的艺术中，他探索自己的感觉，并逐渐确立了自己的个人愿景和态度。 他的作品被认为“传达意外之美的喜悦，并使观众的感觉更敏锐地意识到它的存在”。弗莱并不认为自己是一位伟大的艺术家，“只是一位有着某种感性和品味的严肃艺术家”。他认为《考德雷公园》（Cowdray Park）是他最好的作品。

## 职业
1900年代，弗莱开始在伦敦大学学院斯莱德美术学院教授艺术史。1903年，弗莱参与创办了英国第一本艺术史的专业学术期刊《伯灵顿杂志》（The Burlington Magazine）。弗莱在1909年至1919年期间担任该杂志的联合编辑，与莱昂内尔·卡斯特（Lionel Cust）和莫雷·阿迪（More Adey）合作，但他对该杂志的影响一直持续到去世：自《伯灵顿》（the Burlington）创刊以来，弗莱一直是该杂志的咨询委员会成员，在与卡斯特和阿迪就现代艺术的编辑政策发生争执后，他离开编辑岗位，还能够利用自己对委员会的影响力，选择他认为合适的继任者罗伯特·拉特雷·塔洛克。弗莱从1903年开始为《伯灵顿》写作，直到去世：他发表了200多篇关于折衷主义主题的文章，从儿童绘画到丛林艺术。从《伯灵顿》中也可以看出弗莱对后印象派日益增长的兴趣。
弗莱后来作为评论家的声誉，建立在他所写的关于后印象派画家的文章之上。
他最重要的理论陈述被认为是《论美感》（An essay in Aesthetics）这是弗莱在1920年出版的20年艺术作品之一。弗莱在《论美感》中认为，审视艺术的反应，来自艺术品的形式；这意味着，是线条、体积、颜色和整体设计的使用，唤起了情感反应。 他最大的天赋是，能够感知赋予艺术家意义的元素。
弗莱也是一位天生的书信作者，能够向朋友和家人传达他对艺术或人类的观察。
1906年，弗莱被任命为纽约大都会艺术博物馆的绘画馆长。这一年也是他“发现”保罗·塞尚艺术的一年，也就是这位艺术家去世的那一年，他的学术兴趣开始从意大利绘画大师转向法国现代艺术。
1910年11月，弗莱在伦敦格拉夫顿画廊（Grafton Galleries）举办了展览“马奈与后印象派” （后印象派是弗莱创造的一个术语）。此次展览是第一次在英国突出展示高更、塞尚、马蒂斯和梵高，将他们的艺术展示给公众。虽然这次展览最终会得到广泛的赞扬，但当时的气氛却不太好。这是由于当时公众尚不习惯展览的艺术风格。弗莱也未能幸免这种反弹。展览秘书戴斯蒙德·麦卡蒂表示，“通过向英国公众介绍塞尚、马蒂斯、修拉、梵高、高更和毕加索的作品，他在很长一段时间内粉碎了自己作为艺术评论家的声誉。善良的人称他疯了，并提醒其他人他的妻子正在精神病院。大多数人称他是道德和艺术的颠覆者，是公然的自我广告商。然而，“后印象派”的异国情调将不可避免地消失，最终该展览将被视为艺术和文化的关键时刻。弗吉尼亚·伍尔夫后来表示，“大约在1910年12月，人类性格发生了变化”，指的是该展览对世界的影响。弗莱随后于1912年举办了第二届后印象派展览。这次是由奥特林·莫瑞尔（Ottoline Morrell）女士赞助，弗莱与她有短暂的恋情。

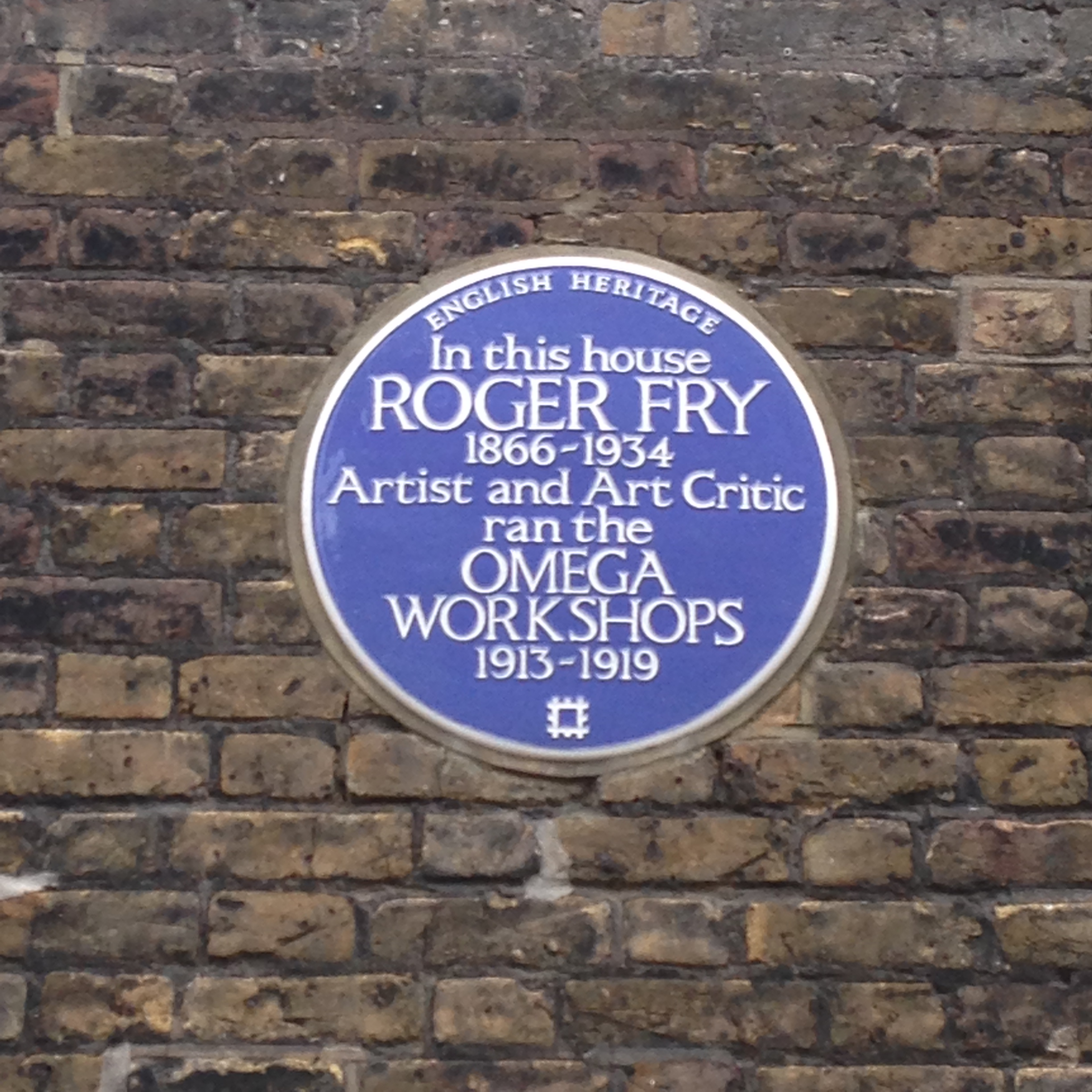
菲茨罗伊广场33号奥米加工作坊蓝色牌匾

1913年，他创立了欧米茄工作坊，这是一家位于伦敦菲茨罗伊广场33号的设计工作室，其成员包括瓦妮莎·贝尔和邓肯·格兰特以及布卢姆茨伯里派的其他艺术家。这是一个实验性的设计集体，所有的作品都是匿名的，工作坊生产的所有东西，大胆的装饰家居用品，从地毯到陶瓷，从家具到服装，只有希腊字母Ω（Omega）。正如弗莱在1913年对一位记者所说：“是时候把乐趣的精神引入家具和织物了。”。我们已经忍受了太久的无聊和愚蠢的严肃。”除了奥特林·莫瑞尔女士和毛德·库纳德（Maud Cunard）等上流社会人物外，其他客户还包括弗吉尼亚·伍尔夫、萧伯纳、H·G·威尔斯、威廉·巴特勒·叶芝和爱德华·摩根·福斯特，以及格特鲁德·斯泰因，在她1910年代的一次伦敦之行中，弗莱与她共享一段当代艺术之爱。工作坊还汇集了艺术家温德姆·路易斯（Wyndham Lewis）、弗雷德里克·埃切尔（Frederick Etchells）、爱德华·沃兹沃兹（Edward Wadsworth）和亨利·高迪尔·布热斯卡（Henri Gaudier-Brzeska），在弗莱和温德姆·路易斯之间发生争吵后，后者于1914年成立了反叛艺术中心（Rebel Art Centre）作为竞争对手，形成漩涡主义运动。这些工作坊在第一次世界大战期间一直开放，但在1919年关闭。科陶德美术馆收藏了欧米茄工作坊艺术家制作的最重要的设计和装饰物品，并于2017年举办了一场名为“布鲁姆斯伯里艺术与设计”的展览，展出了其收藏的各种物品，其中许多是罗杰·弗莱遗赠给科陶德艺术学院的。2009年的一场展览“超越布鲁姆斯伯里：欧米茄工作室1913-19年的设计”（Beyond Bloomsbury:Designs of The Omega Workshop 1913-19），涵盖了欧米茄工作室现存最大的作品集，1958年由弗莱的女儿帕梅拉·迪亚曼（Pamela Diamand）遗赠给科陶德美术馆
1925年，在罗杰·弗莱的推动下，塞缪尔·科陶德（Samuel Courtauld）和约翰·梅纳德·凯恩斯成立了伦敦艺术家协会，罗杰·弗莱是两人的朋友，并为他们的艺术收藏提供了建议。科陶德在伦敦大学 捐赠了一个艺术史讲席后，弗莱在《伯灵顿杂志》上表示欢迎，赞扬了他与塞缪尔·科陶德的交往，认为这是“一个长久以来的希望的意外实现” 1933年，他被任命为剑桥大学的斯莱德美术教授（Slade Professor of Fine Art），这是弗莱非常渴望的职位。
1926年9月，弗莱在《日晷》（The Dial）杂志上写了一篇关于修拉的权威文章。弗莱还花了十年时间翻译象征主义诗人斯特凡·马拉梅的诗作“为了自己的快乐”。1929年至1934年间，英国广播公司（BBC）播出了一系列十二期广播节目，其中弗莱表达了他的信念，即艺术欣赏应该从对形式的敏感开始，而不是走向高雅文化的赞美艺术。弗莱还认为，非洲雕塑或中国花瓶与希腊雕塑一样值得研究。
2010年5月20日，一块蓝色牌匾在菲茨罗伊广场33号揭幕。
弗莱的作品可以在泰特不列颠、阿什莫林博物馆、利兹美术馆、伦敦国家肖像馆、苏格兰国立现代艺术美术馆、曼彻斯特美术馆和牛津大学萨默维尔学院看到，1994年，科陶德美术馆在艺术基金会和其他人的帮助下购买了1928年的自画像。罗杰·弗莱收藏的绘画和装饰艺术品遗赠给科陶德还包括保存在康威图书馆（Conway Library）的照片，主要收集建筑图像，作为更广泛的科陶德项目的一部分。

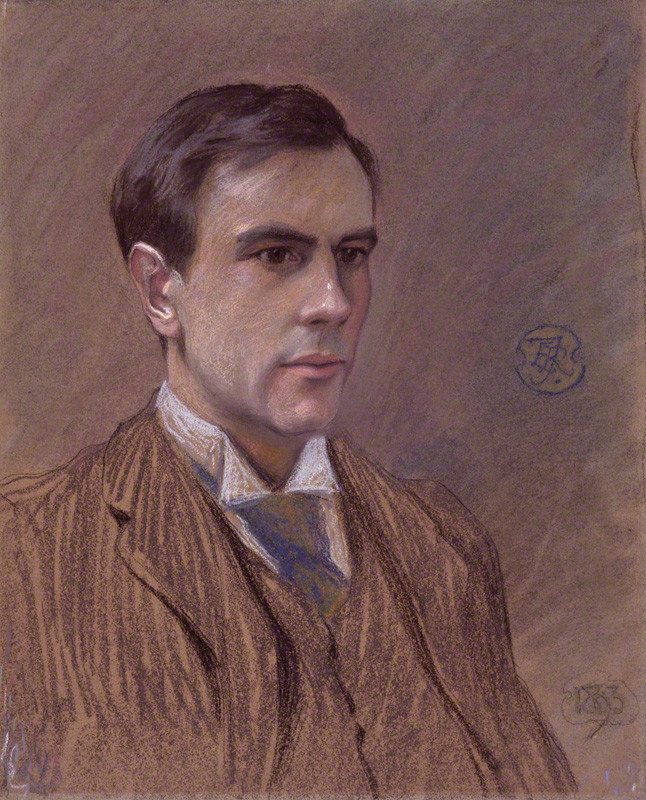
Goldsworthy Lowes Dickinson (1893)
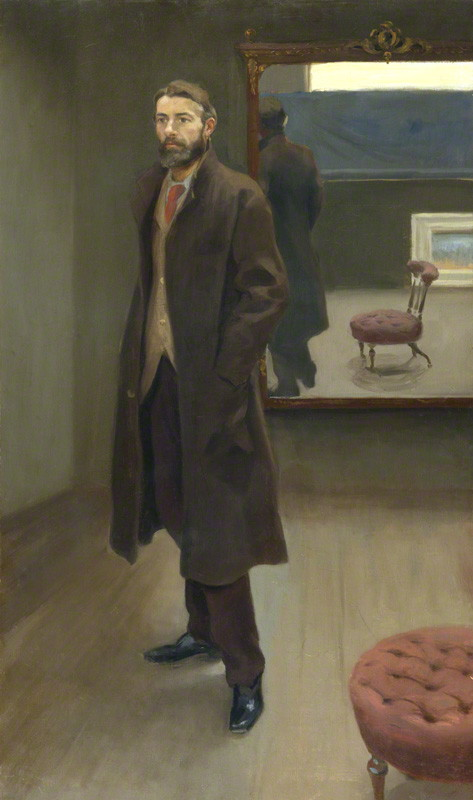
Edward Carpenter (1894)
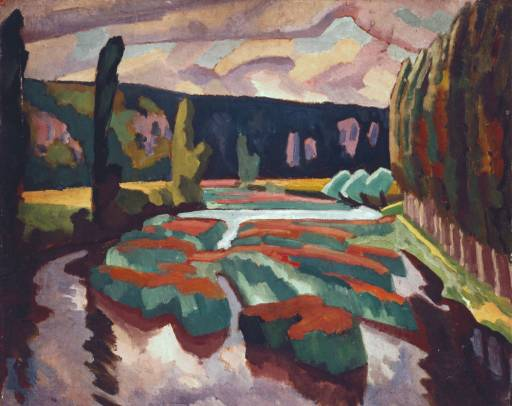
River with Poplars (ca. 1912)
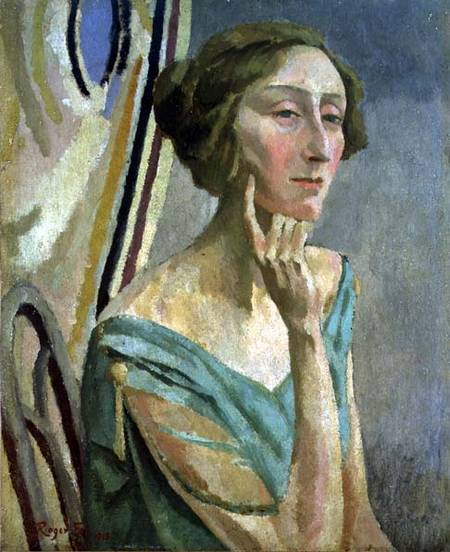
Edith Sitwell, (1915)
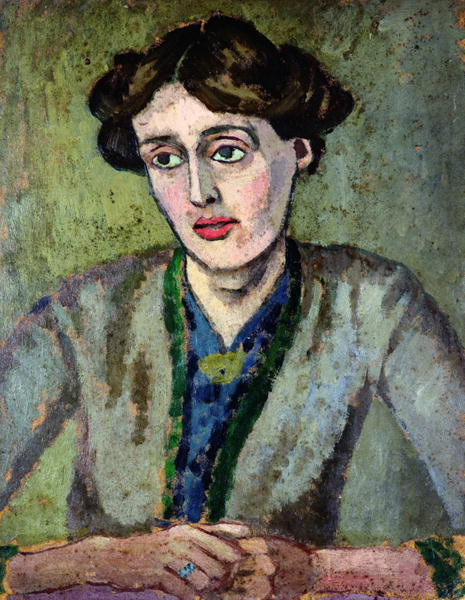
弗吉尼亚·伍尔夫, (1917)
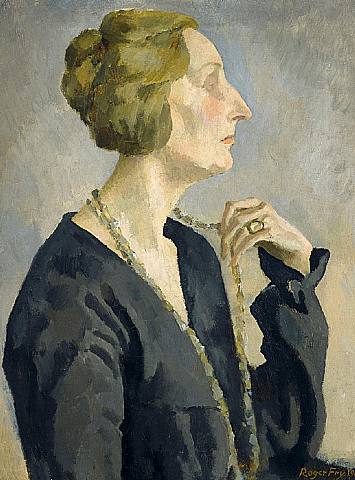
Edith Sitwell, (1918)
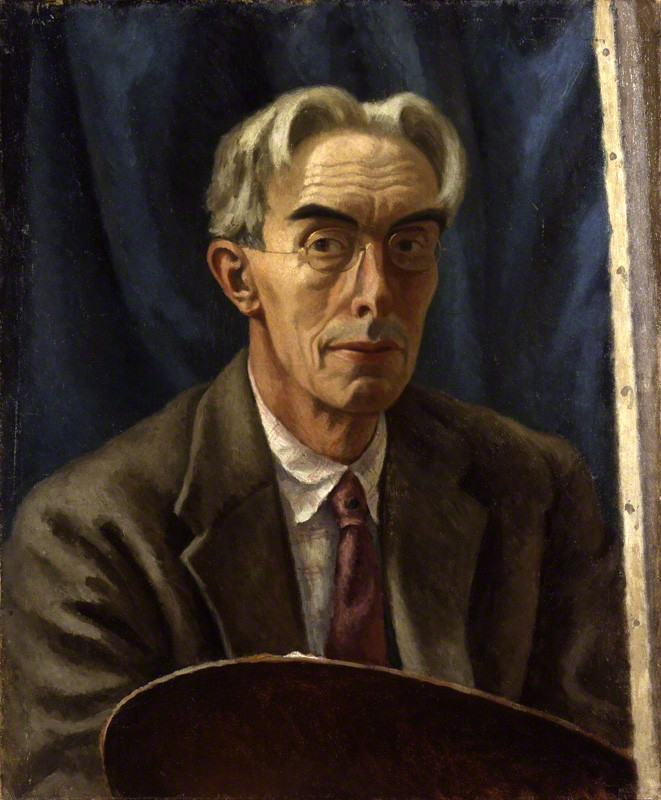
罗杰·弗莱, (1930–1934)

## 著作
- 《乔瓦尼·贝里尼》（Giovanni Bellini，1899)
- 《视觉与设计》（Vision and Design，1920)
- Twelve Original Woodcuts (1921)
- 《卡斯蒂尔的刺绣品》（A Sampler of Castille，1923)
- 《邓肯·格兰特》（Duncan Grant，1923)
- 《艺术家与心理分析》（The Artist and Psycho-Analysis，1924)
- 《艺术与商业》（Art and Commerce，1926)
- 《变形》（Transformations，1926)
- 《塞尚及其画风的发展》（« Le développement de Cézanne »,法文，1926）
- 《佛兰德艺术》（Flemish Art，1927）
- 《亨利·马蒂斯》（Henri Matisse，1930)
- 《绘画与雕塑艺术》（Arts of Painting and Sculpture，1932)
- 《法国艺术的特点》（Characteristics of French Art，1932)
- 《作为学术研究的艺术史》（Art History as an Academic Study，1933）
- 《最后的演讲录》（Last Lectures，1933)
- 《对英国绘画的思考》（Reflections on British Painting，1934）